# Eriop
L'eriop (Eryops megacephalus) (‘cara tirada cap enfora capgrossa’, en grec) és una espècie extinta d'amfibi semiaquàtic, trobat principalment a la formació d'Admiral (Permià inferior, fa uns 295 milions d'anys) del comtat d'Archer (Texas), però també se n'han trobat fòssils a Nou Mèxic i parts de l'est dels Estats Units.
Eryops tenia una mida mitjana d'uns 150-200 cm de llarg, sent un dels animals terrestres més grans del seu temps. Pesava uns 90 kg. Probablement tenia pocs depredadors, tot i que hauria estat un objectiu fàcil per un predador com Dimetrodon, que era més gran i probablement era el depredador alfa d'aquell temps. S'han trobat diversos esquelets complets d'Eryops del Permià inferior, però els fòssils més comuns són parts del crani i dents. Tot i que no tingué descendents directes, és l'amfibi del Permià més ben conegut i un exemple notable d'enginyeria natural.